# Helmstadt-Bargen
Helmstadt-Bargen település Németországban, azon belül Baden-Württembergben. Lakosainak száma 3909 fő (2023. december 31.).

## Népesség
A település népessége az elmúlt években az alábbi módon változott:
| Lakosok száma | 3272 | 3774 | 3716 | 3739 | 3739 | 3836 | 3881 | 3909 |
|               | 1975 | 2014 | 2017 | 2018 | 2019 | 2021 | 2022 | 2023 |